# Río Maipué
El río Maipué es un curso natural de agua que drena las laderas orientales de la cordillera de la Costa y fluye en la provincia de Osorno de la Región de Los Lagos hasta que, aguas abajo de la desembocadura del río López, cambia su nombre a río Negro (Rahue).

## Trayecto
Según la ley 7732 el río Maipué se inicia en la confluencia del río Toro y del río Maule. Así también aparece en el mapa del Instituto Geográfico Militar El mapa de ubicación en la ficha a la derecha es compatible con esta definición si se reemplaza el nombre "río Toro" por el nombre "Maipué".
Este río drena en el sector de las planicies de la depresión intermedia, en la comuna de Purranque.en su camino por la cuenca del río Negro. El Maipué recibe una serie de esteros que nacen en la vertiente oriental de la Cordillera de la Costa.
Toda la región pertenece a la zona entre Valdivia y Puerto Montt que fue tardíamente habitada por colonos. En 1791, por ejemplo, en el río Maipué se encontraron dos expediciones que buscaban construir el camino, cada una llegada desde los extremos, Valdivia y Puerto Montt.

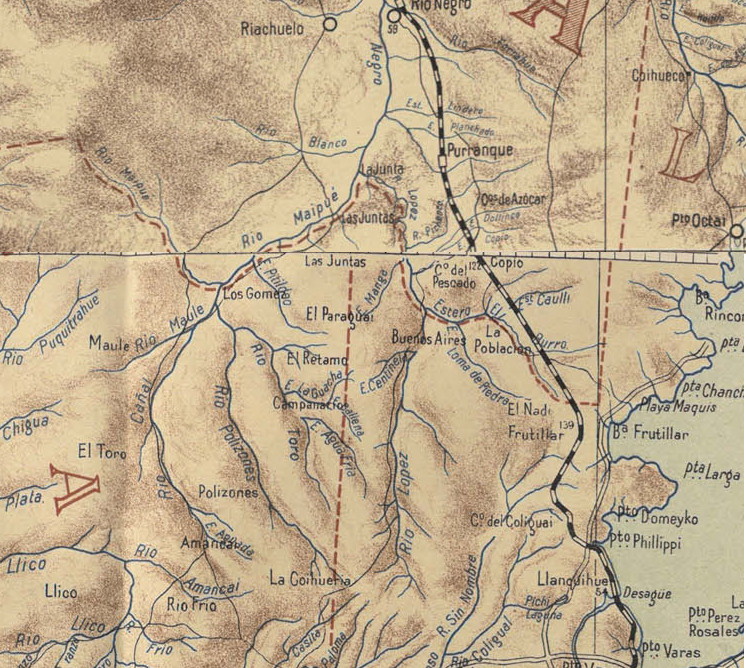
Cuenca del río Maipué en un compuesto de dos mapas de Luis Risopatrón del año 1910.

## Historia
Francisco Solano Asta-Buruaga y Cienfuegos escribió en 1899 en su Diccionario Jeográfico de la República de Chile sobre el río:
Maipué (Río de).-—Riachuelo de corto curso que corre por la sección sudoeste del departamento de Osorno. Nace en la vertiente oriental de la montaña próxima al Pacífico y al frente de la bahía de Hueyusco; y se dirige hacia el E. donde después de pasar la aldea de su nombre, se une al riachuelo de Maule y va á echarse en la margen occidental ó izquierda de Río Negro, afluente del Rahue. Sus márgenes son poco altas y planas y están pobladas de hermosos árboles. Señalaba los términos de los antiguos gobiernos de Valdivia y Chiloé.
También fue parte de la frontera entre los departamentos de Osorno, Llanquihue y Carelmapu.

## Población y economía
Según una tradición oral de la zona, a orillas del río se levantó un fuerte para la vigilancia, ayuda y protección a los viajeros.